# Samgoerali Tskaltoebo
Samgoerali Tskaltoebo is een Georgische voetbalclub uit Tskaltoebo.
De club werd in 1945 opgericht en werd in de Sovjettijd driemaal kampioen van de Georgische sovjetrepubliek en won tweemaal de beker. De club speelde na de Georgische onafhankelijkheid met uitzondering van de seizoenen 1995/96 en 2000/01 in de Oemaghlesi Liga. In 2002 degradeerde de club voor het laatst naar de Pirveli Liga en trok zich na de promotie in 2004 terug vanwege financiële problemen.
In 2009 werd de club heropgericht en promoveerde dat jaar direct naar de Pirveli Liga waarin het tot 2018 verbleef. In 2018 degradeerde de club naar de Liga 3. Na twee opeenvolgende promoties speelt de club in 2021 weer op het hoogste niveau.

## Erelijst
- Kampioenschap Georgische SSR: 1983, 1985, 1989
- Beker Georgische SSR: 1988, 1989
- Pirveli Liga: 1996
- Georgische voetbalbeker: finalist 1999, 2020

## Eindklasseringen (grafiek) vanaf 1990
| 14 |

| 11 |

| 12 |

| 4 |

| 14 |

| 16 |

| 1 |

| 11 |

| 12 |

| 11 |

| 13 |

| 3 |

| 11 |

| 4 |

| 2 |

| T |

| T |

| T |

| T |

| T |

| ? |

| 14 |

| 7 |

| 6 |

| 7 |

| 4 |

| 6 |

| 2 |

| 4 |

| 8 |

| 2 |

| 2 |

| 7 |

| 4 |

| 5 |

| 5 |

| Erovnuli Liga | Erovnuli Liga 2 | Liga 3 (Georgië) |

Dila Gori · 
Dinamo Batoemi ·
Dinamo Tbilisi ·
Gagra · 
Gareji ·
Iberia 1999 ·
Kolcheti 1913 Poti ·
Samgoerali · 
Telavi ·
Torpedo Koetaisi ·